# Centro italiano di filatelia tematica
Il Centro italiano di filatelia tematica (CIFT) è nato il 30 giugno 1963 a Salsomaggiore Terme su iniziativa alcuni filatelici interessati ad esposizioni di collezioni di filatelia tematica.
La filatelia tematica si serve di tutti gli elementi presenti su materiale filatelico postale (francobolli, annulli, interi postali, affrancature meccaniche, prove, etc.) per sviluppare un tema o raccontare una storia, senza limitazioni di tempo e di spazio e senza doversi preoccupare del concetto di completezza. Ciò permette di sviluppare la sensibilità e la creatività del collezionista e stimola una continua ricerca e documentazione del soggetto scelto dal collezionista filatelico.
Il nucleo originario di una decina di persone si ampliò rapidamente portando questa "nuova" filatelia alla ribalta del mondo filatelico nazionale. Il CIFT, nel 1999, è stata una delle prime associazioni ad ottenere iscrizione all'albo d'oro per le società. Le prime mostre tenutesi a Salsomaggiore Terme, Mogliano Veneto e Montecatini Terme, permisero alla filatelia tematica italiana di sviluppare un proprio modo originale di collezionare che si diffuse in Italia ed all'estero.
Il CIFT crebbe fino a diventare la più numerosa associazione filatelica di categoria in Italia e, in campo della filatelia telematica, una delle prime al mondo. Oggi conta circa 500 soci italiani e stranieri.
Il CIFT organizza oggi numerose manifestazioni e mette in palio numerosi premi. Due tra le ultime manifestazioni tematiche Internazionali sono state quella di Genova (1992) ed Italia (1998).
L'iscrizione al CIFT è aperta a tutti i collezionisti, italiani e stranieri, a circoli filatelici ed associazioni culturali. I soci sono divisi nelle seguenti categorie: ordinari, sostenitori, circoli ed associazioni, onorari. Hanno fatto parte, e fanno parte tuttora del CIFT, collezionisti premiati con medaglie d'oro nazionali ed internazionali, nonché vincitori di gran premi nazionali ed Internazionali; 14 suoi soci sono stati iscritti nell'albo d'oro della filatelia italiana.

## Gruppi tematici
I gruppi tematici sono un'emanazione del CIFT e organizzano i soci suddividendoli per aree tematiche. Ogni gruppo è indipendente e permette un'auto organizzazione degli aderenti per la pianificazione delle mostre e la promozione dei singoli gruppi. I gruppi principali sono:
- archeologia e arte
- flora e fauna
- letteratura
- musica
- navi e navigazione
- religione
- scienza e tecnica
- vite e vino